# Tsichisdziri

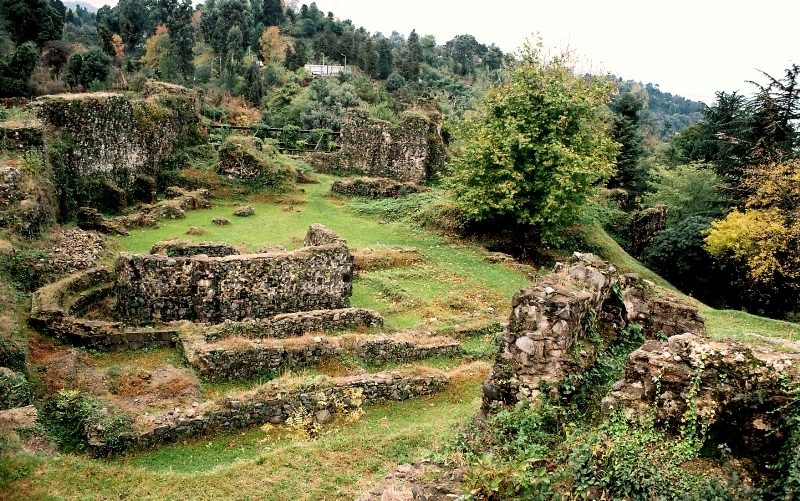
Ruiner efter staden Petra (500-talet)

Tsichisdziri (georgiska: ციხისძირი) är en ort i Georgien. Den ligger vid Svarta havet, i regionen Adzjarien, i den västra delen av landet. Tsichisdziri hade 2 472 invånare år 2014.